# فرودگاه کینگ اسکات
فرودگاه کینگ اسکات (به انگلیسی: Kingscote Airport) یک فرودگاه همگانی با کد یاتا KGC است که یک باند فرود آسفالت دارد و طول باند آن ۱۴۰۲ متر است. این فرودگاه در شهر جزیره کانگرو کشور استرالیا قرار دارد و در ارتفاع ۷ متری از سطح دریا واقع شده‌است.

## شرکت‌های هواپیمایی و مقصدهای پروازی
| شرکت‌های هواپیمایی                             | مقصدهای پروازی                                                                       |
| --------------------------------------------- | ------------------------------------------------------------------------------------ |
| Lucas Air                                     | آدلاید                                                                               |
| رجیونال اکسپرس ایرلاینز                       | آدلاید                                                                               |
| کانتاس‌لینک اجرا توسط ایسترن استرالیا ایرلاینز | آدلاید (برقراری مجدد از ۴ دسامبر ۲۰۱۷) فصلی: ملبورن (برقراری مجدد از ۱۷ دسامبر ۲۰۱۷) |